# L'età inquieta
L'età inquieta (La vie de Jésus) è un film del 1997 diretto da Bruno Dumont.
È stato presentato nella Quinzaine des Réalisateurs al 50º Festival di Cannes.

## Trama
Freddy è un giovane disoccupato epilettico che vive in un paesino delle Fiandre (Bailleul), trascorrendo le sue giornate girando in motorino insieme agli amici e frequentando la sua ragazza, Marie, cassiera in un supermercato. La sua esistenza è segnata da un profondo disagio, che la vita in una provincia cupa, xenofoba e senza stimoli non aiuta a sanare. Il suo precario ordine del mondo viene turbato dall'arrivo di una famiglia di origine magrebina. Uno scherzo pesante compiuto dalla compagnia di Freddy ai danni del giovane Kader induce Marie ad avvicinarsi al ragazzo immigrato. La vicenda è destinata a sfociare in tragedia.

## Riconoscimenti
- Festival di Cannes 1997
  - Caméra d'or - Menzione speciale
- European Film Awards 1997
  - Prix Fassbinder (Bruno Dumont)
- Festival di Taormina
  - Miglior interpretazione maschile (David Douche)